# Undertow
Undertow es el álbum debut oficial de Tool, publicado el 6 de abril de 1993. Fue certificado doble platino por la RIAA el 14 de mayo de 2001.
El vídeo de «Prison Sex» (lanzado en 1994 y dirigido por Adam Jones), creado con animación cuadro por cuadro (o stop motion), fue considerado como muy «gráfico» y «ofensivo», debido a que la canción trata de forma simbólica el tema del abuso infantil. MTV dejó de emitir el vídeo poco tiempo después. Fue el primer y último álbum del bajista Paul D'Amour, antes de dejar la banda en 1995.

## Portada del álbum
Cuando salió este álbum tuvo que ser retirado de muchas tiendas en los Estados Unidos debido a la controversia que causaron las fotos que había de una mujer obesa desnuda y las fotos de los miembros de la banda, como la de Paul D'Amour con agujas insertadas en su cara. La banda reaccionó haciendo otra versión del arte que incluía nada más un código de barras gigante en la portada sobre un fondo blanco, del cual no se hicieron muchas copias. Esta versión incluía también una nota de la banda explicando el motivo que tuvieron para autocensurarse.
El arte que se puede ver actualmente en la portada del álbum es una escultura hecha por Adam Jones, se suele llamar «The Ribcage» (Tórax), y demuestra su interés en las profecías divinas y cosmológicas que son relatadas acerca de éstas (consecuentemente Maynard y Danny mostraron su interés también).

## Lista de canciones
Todas las canciones escritas y compuestas por Tool, con la colaboración de Henry Rollins en «Bottom». 
| N.º   | Título          | Duración |  |
| 1.    | «Intolerance»   | 4:53     |  |
| 2.    | «Prison Sex»    | 4:56     |  |
| 3.    | «Sober»         | 5:06     |  |
| 4.    | «Bottom»        | 7:13     |  |
| 5.    | «Crawl Away»    | 5:29     |  |
| 6.    | «Swamp Song»    | 5:31     |  |
| 7.    | «Undertow»      | 5:21     |  |
| 8.    | «4º»            | 6:02     |  |
| 9.    | «Flood»         | 7:45     |  |
| 10.   | «Disgustipated» | 15:47    |  |
| 68:04 |                 |          |  |

## Participaron en el álbum
- Danny Carey - Batería
- Paul D'Amour - Bajo
- Adam Jones - Guitarra
- Maynard James Keenan - Voces
- Silvia Massy - Producción y mezclas en "Disgustipated"
- Henry Rollins - Voces en "Bottom"
- Ron St. Germain - Mezclas
- Statik - Programación en "Disgustipated"